# Jenny Fransson
Anna Jenny Eva Maria Fransson (Karlstad, 18 de juliol de 1987) és una esportista sueca que competeix en lluita estil lliure.
Va participar en els Jocs Olímpics de Rio de Janeiro 2016, obtenint una medalla de bronze en la categoria de 69 kg. Va guanyar una medalla d'or al Campionat Mundial de Lluita de 2012 i una medalla de bronze al Campionat Europeu de Lluita de 2008.

## Palmarès internacional
| Jocs Olímpics     | Jocs Olímpics            | Jocs Olímpics | Jocs Olímpics |
| Any               | Lloc                     | Medalla       | Categoria     |
| ----------------- | ------------------------ | ------------- | ------------- |
| 2016              | Rio de Janeiro ( Brasil) | 3             | Lliure 69 kg  |
| Campionat Mundial |                          |               |               |
| Any               | Lloc                     | Medalla       | Categoria     |
| 2012              | Edmonton ( Canadà)       | 1             | Lliure 72 kg  |
| Campionat Europeu |                          |               |               |
| Any               | Lloc                     | Medalla       | Categoria     |
| 2008              | Tampere ( Finlàndia)     | 3             | Lliure 72 kg  |